# Oinville-Saint-Liphard
Oinville-Saint-Liphard är en kommun i departementet Eure-et-Loir i regionen Centre-Val de Loire strax norr om centrala Frankrike. Kommunen ligger i kantonen Janville som tillhör arrondissementet Chartres. År 2022 hade Oinville-Saint-Liphard 277 invånare.

## Befolkningsutveckling
Antalet invånare i kommunen Oinville-Saint-Liphard
Referens:INSEE